# 白浜敏司
白浜 敏司（しらはま としじ、1964年3月1日 - ）は、東京都出身のプロゴルファー。
長兄の白浜育男、次兄の白浜浩史もプロゴルファー。

## 来歴
1982年に当時最年少でプロに合格し、1983年の埼玉オープンでは優勝。
1984年のアコムダブルスでは兄の育男とペアを組み、初日に10アンダー62で湯原信光&デビッド・イシイ（ アメリカ合衆国）ペア、上原宏一&村井進ペアと並んでの首位タイでスタートした。
2004年のつるやオープンを最後にレギュラーツアーから引退。
約30年に渡り、最大手ゴルフシャフトメーカーで開発スペシャルアドバイザーを務め、数々の名器シャフトを開発し、ゴルフ場、練習場、各メディア等でアマチュアからトーナメントプロまで幅広くレッスンを展開。
現在は「奥沢ゴルフレンジ」スタッフ。

## 主な優勝
- 1983年 - 埼玉オープン